# Kurek pręgopłetwy
Kurek pręgopłetwy (Chelidonichthys lastoviza) – gatunek morskiej ryby z rodziny kurkowatych (Triglidae).

## Występowanie
Wschodnia część Atlantyku, od Norwegii i Wysp Brytyjskich poprzez Morze Północne, Wyspy Kanaryjskie, Zatokę Gwinejską (Benin, Kongo) aż do Oceanu Indyjskiego (Mozambik). Spotykana w Morzu Śródziemnym i w Morzu Marmara. Zasiedla wody o mulistym, piaszczystym dnie na głębokości do 150 m.

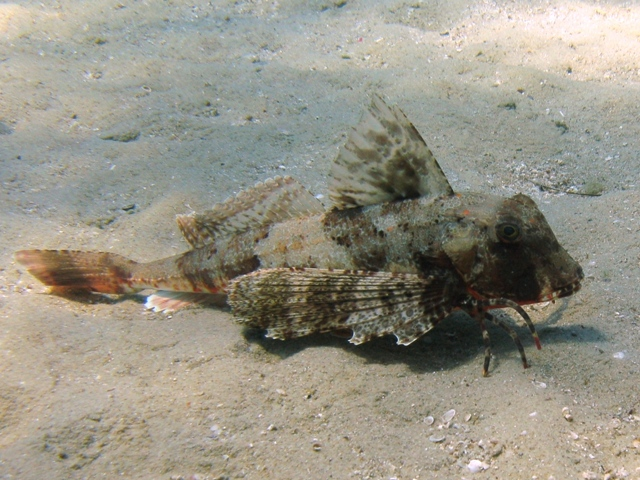
Sposób poruszania się po dnie

## Charakterystyka
Ubarwienie czerwonawe z ciemniejszymi plamami. Boki ciała w jaśniejszym kolorze, brzuch jest białawy. Dorasta do 40 cm długości. 
Kurek pręgopłetwy zaopatrzony jest w trzy ruchliwe promienie zakończone receptorami smakowymi umożliwiającymi poszukiwanie pokarmu. Również dzięki tym promieniom ryba jest zdolna do poruszania się po dnie jak na prawdziwych kończynach w celu poszukiwania pożywienia. 
Na pokarm składają się zwierzęta zoobentosu, głównie skorupiaki. Wyciera się w lecie, a jej ikra unosi się swobodnie w toni wodnej.